# Video Hits
Video Hits foi uma banda brasileira  de rock do Rio Grande do Sul, que nasceu no início do ano de 1997 e, inicialmente, chamava-se Grupo Musical Jerusalém. Esse primeiro nome foi criado por Diego Medina (líder da banda) e Michel Vontobel, pois queriam dar um nome no estilo "banda de baile do interior". Em 1998, após descobrirem que já existia uma banda com o mesmo nome, passaram a usar o nome de Video Hits, influenciados pelo nome de uma coletânea de músicas compactada  em disco de vinil dos anos 80.

## Formação
A formação inicial foi:
- Diego Medina (Vocais e Guitarra);[3]
- Raphael Coutinho (Guitarra);
- Gustavo Steffens (Baixo);
- Michel Vontobel (Bateria).

Na segunda formação, saiu Raphael Coutinho e entrou Guto Bozzetti na guitarra. Na terceira, entraram Paula Mulbach e Carla Viceconti no backing vocal e Eduardo Bisogno nos teclados. Na quarta e última formação, Paula Mulbach saiu para a entrada de Vivian Schäfer (backing vocal).

## Influências
Diferentemente do que se pode pensar, a banda não tem influência dos anos 80 (o nome é, na verdade, uma "homenagem às avessas"). De acordo com o site da banda, o som resume-se em uma jovem guarda descarada, só que com guitarras pesadas e a psicodelia açucarada da invasão britânica dos anos 60. Kinks, The Who, Beatles, Beach Boys, T-Rex, Big Star (a banda, inclusive, fazia um cover de Thirteen), Renato e Seus Blue Caps, das antigas, junto à Foo Fighters, Super Furry Animals, Of Montreal, Teenage Fanclub, Superdrag, Weezer, Os Atonais, Mopho e Frank Jorge, da atualidade.

## Discografia
CD oficial
- Registro Sonoro Oficial (2001)

Demos
- Doces, Refrescos e Tratamentos Dentários (2000)
- Última Demo ou Feito em Casa com Muito Orgulho ou O Rotorroterismo da Canção (2002)